# Eusebio Haliti
Eusebio Haliti, né le 1er janvier 1991 à Shkodër en Albanie, est un athlète italien, spécialiste du 400 mètres haies.

## Biographie
Eusebio Haliti mesure 1,87 m pour 73 kg et appartient au club Pol. Rocco Scotellaro Matera. Son entraîneur est Tonino Ferro.
Arrivé à l'âge de 9 ans à Zavattarello puis installé deux ans après à Bisceglie où il réside actuellement, c'est le petit-fils d'un champion albanais du triple saut en 1954. Il acquiert la nationalité italienne en 2012. Il est sélectionné pour les Championnats d'Europe en salle à Göteborg. Le 28 juillet 2013 il remporte le titre de champion d'Italie à l'Arena Civica en 49 s 85, record personnel. Cette prestation de peu supérieure au minima B lui permet néanmoins d'être sélectionné pour les Championnats du monde de Moscou au titre du relais 4 x 400 m.
Il détient les records albanais du 200 m, du 400 m et du 400 m haies, obtenus en 2011 avec sa nationalité d'origine.